# Emilio Parma
Emilio Parma (Monza, 30 giugno 1874 – Monza, 14 novembre 1950) è stato un pittore italiano, formatosi presso l'Accademia delle Belle Arti di Brera di Milano alla scuola di illustri artisti come Giuseppe Bertini, Lodovico Pogliaghi e del concittadino Mosè Bianchi.

## Biografia
Allievo della Scuola di Pittura dell’Accademia delle Belle Arti di Brera, dove nel 1915 espone alla Mostra annuale con il dipinto "Prime nebbie", viene considerato un continuatore della tradizione pittorica ottocentesca.
Parma è stato per 30 anni direttore della scuola monzese di disegno, insegnante nella Scuola d'arte decorativa di Monza e maestro di disegno e decorazione nell'Istituto Pavoniano degli Artigianelli di Monza.
Per meriti artistici e professionali ha ricevuto diverse onorificenze, quali Cavaliere della Corona d'Italia, Commendatore dell'Ordine di San Gregorio Magno e la Medaglia d'Oro del Comune di Monza.
Parma è attivo in particolare nell'esecuzione di ritratti su commissione di personaggi appartenenti alla medio-alta borghesia monzese, molti dei quali sono collezionati presso la Quadreria dei Benefattori, raccolta di quasi 300 dipinti collocata presso l'Ospedale San Gerardo di Monza, unitamente a opere dei concittadini Mosè Bianchi, Emilio Borsa, Eugenio Spreafico e Pietro Tremolada, mentre altre opere sono ambientate nella cornice del Parco di Monza.
Il nipote Luigi Stradella è anch'egli pittore, esponente della corrente della pittura informale.
Muore a Monza nel 1950.

## Opere su tela

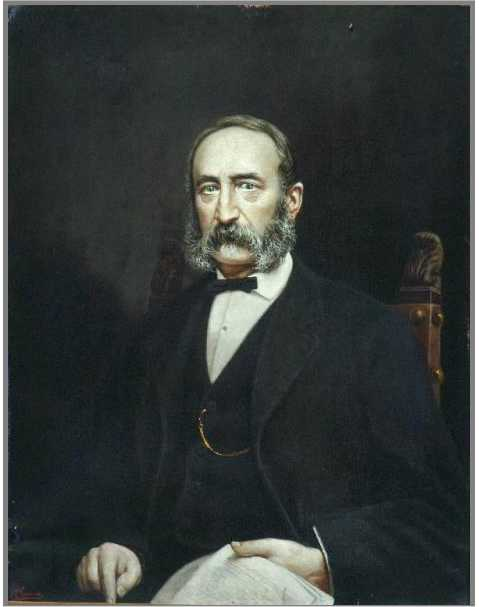
Ritratto di Gaetano Antonietti

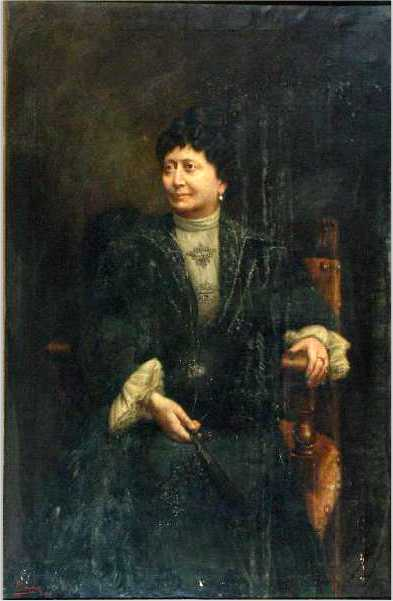
Ritratto di Genoveffa Corsiglia Ricci

- Autoritratto (1910), cm 35 x 25, Musei Civici di Monza
- Ritratto di bambina (1910), cm 55 x 37, collezione privata
- Ritratto di Alessandro Dossi (1912), cm 70 x 90, Ospedale San Gerardo di Monza, Quadreria dei Benefattori
- Prime nebbie (1915), Ospedale San Gerardo di Monza
- Ritratto di Carlo Volontieri (1915), cm 70 x 89, Ospedale San Gerardo di Monza, Quadreria dei Benefattori
- Ritratto di Maria Volentieri Ticozzi (1918), cm 72 x 92, Ospedale San Gerardo di Monza
- Ritratto maschile (cavalier Ambrogio Radice (1918), Ospedale San Gerardo di Monza
- Ritratto di Alessandro Rovelli (1918), cm 46 x 58, Ospedale San Gerardo di Monza, Quadreria dei Benefattori
- Ritratto di Genoveffa Corsiglia Ricci (1918), cm 129,5 x 85,0 Ospedale San Gerardo di Monza, Quadreria dei Benefattori
- Ritratto Angelina Volontieri Merati (1920), cm 70 x 90, Ospedale San Gerardo di Monza, Quadreria dei Benefattori
- Ritratto di Angelo Meregalli (1922), cm 70 x 90, Ospedale San Gerardo di Monza
- Ritratto di Angela Rossi (1923), cm 70 x 89, Ospedale San Gerardo di Monza
- Ritratto maschile (Cav. Dott. Gaetano Antonietti) (1910-1924), cm 68 x 88, Ospedale San Gerardo di Monza, Quadreria dei Benefattori
- Ritratto di Anna Garbagnati (1928), cm 64 x 84, Ospedale San Gerardo di Monza
- Ritratto di Carolina Brigatti Radaelli (1928), cm 64 x 84, Ospedale San Gerardo di Monza
- Ritratto del Cav. Cap. Baldassarre Garbagnati (1928), cm 63 x 83, Ospedale San Gerardo di Monza
- Ritratto del Cav. Carlo Garbagnati (1928), cm 71 x 90, Ospedale San Gerardo di Monza
- Ritratto del Cav. Rag. Angelo Tronconi (1935), cm 64 x 84, Ospedale San Gerardo di Monza
- Val d'Algone (1936), cm 38 x 54, collezione privata
- Ritratto del Cav. Francesco Biffi (1936), cm 71 x 91, Ospedale San Gerardo di Monza
- Ritratto di Luigia Bernasconi Tagliabue (1938), Ospedale San Gerardo di Monza, Quadreria dei Benefattori
- Ritratto di Giuseppe Tagliabue (1938), Ospedale San Gerardo di Monza, Quadreria dei Benefattori
- Ritratto di Angela Boniardi ved. Galbani (1938), cm 64 x 84, Ospedale San Gerardo di Monza
- Veduta del lago di Lecco (1939), cm 42 x 63, collezione privata
- Passeggiata nel Parco di Monza, Musei Civici di Monza